# Vidojevica
Le mont Vidojevica (en serbe cyrillique : Видојевица) est une montagne du sud-est de la Serbie. Elle culmine à 1 155 m au pic de Bandera.

## Géographie
Le mont Vidojevica est situé au sud-ouest de la ville de Prokuplje et à l'est de Kuršumlija. Il est bordé par la rivière Toplica au nord et à l'ouest, par la Rgajska planina et la Sokolovica au sud et par le mont Pasjača à l'est.

## Astronomie
Un observatoire astronomique est situé sur les monts Vidojevica.